# Quádrupla fronteira

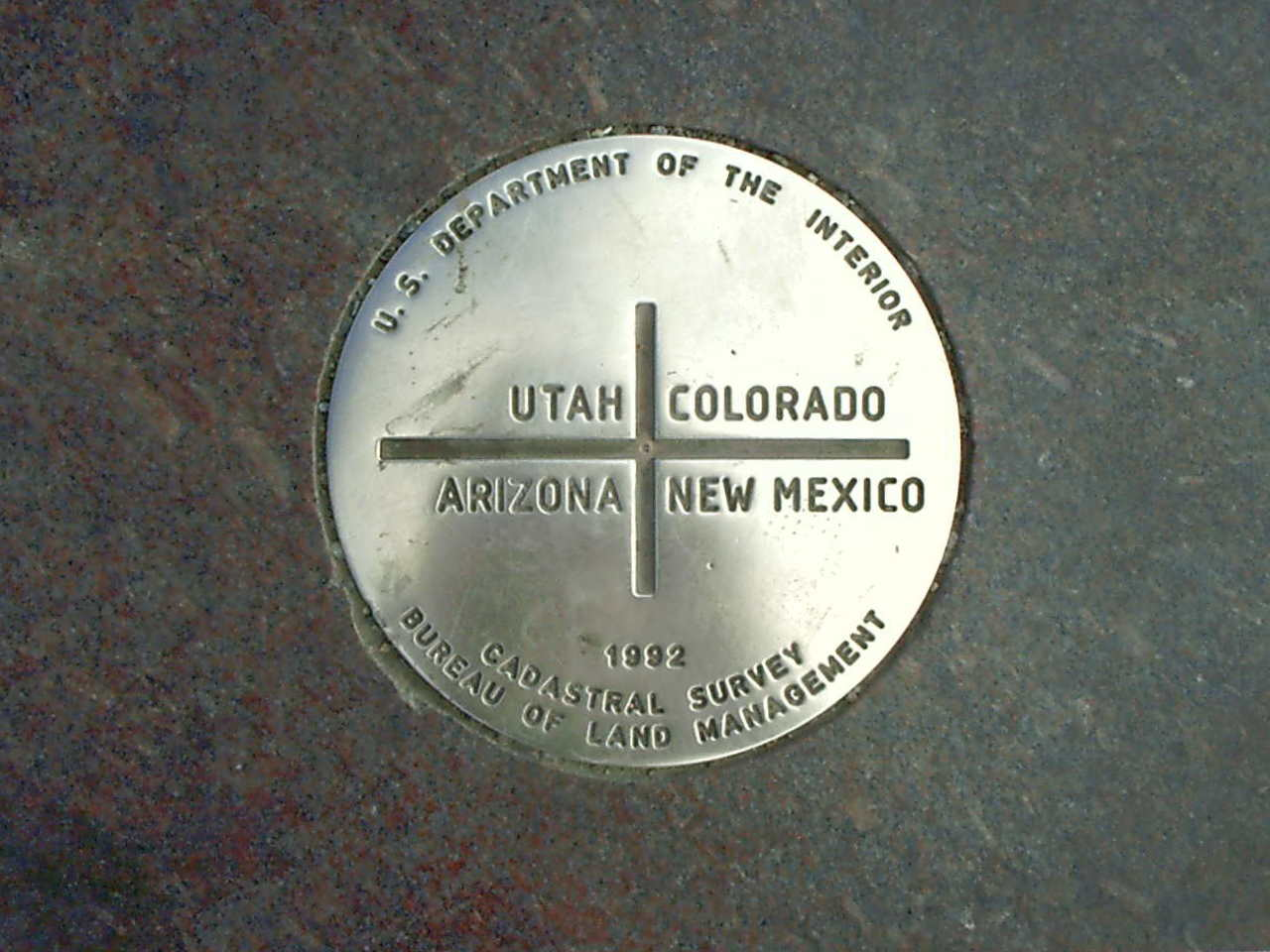
Placa que marca a única quádrupla fronteira interna dos Estados Unidos, onde convergem Arizona, Utá, Colorado e Novo México: formam os "Four Corners"

Em geografia, uma quádrupla fronteira é um ponto onde convergem quatro regiões distintas. Tais pontos são chamados "quatro cantos", pelos quatro cantos das regiões que se encontram.

## Quádruplas fronteiras internacionais

Localização do suposto ponto de quádrupla fronteira entre Namíbia, Zâmbia, Zimbábue e Botsuana, perto de Cazungula

Presentemente não existem quádruplas fronteiras onde convirjam quatro países diferentes, embora se possa argumentar que existe uma em 17° 47′ 32″ S, 25° 15′ 52″ L entre Namíbia, Zâmbia, Zimbábue e Botsuana, na confluência dos talvegues do rio Zambeze com o rio Cuando (ou rio Chobe) perto de Cazungula. As diversas definições de fronteiras tidas em conta estão sujeitas a distintas e controversas interpretações. Apenas uma combinação das mesmas poderia dar lugar a uma quádrupla fronteira nestes casos. A versão mais aceite é a de que existem duas tríplices fronteiras separadas por 100 metros a 150 metros.
Em agosto de 2007 os governos da Zâmbia e do Botsuana anunciara um acordo para construir uma ponte no local para substituir um serviço de ferryboat. A existência de uma curta fronteira de cerca de 150 metros entre Zâmbia e Botsuana foi aparentemente acordada em vários encontros de chefes de estado e/ou entidades dos quatro estados no período 2006–10 e é claramente mostrada nos mapas de projetos do Banco Africano de Desenvolvimento
(correspondentes ao gabinete geográficos do Departamento de Estado dos Estados Unidos tal como representado no Google Earth).

### Aproximação ao conceito de quadriponto
Se o caso de Kazungula, já mencionado, não é aceite como quadriponto, então poder-se-ia considerar como quadripontos os lugares onde os tripontos se encontram distanciados pela distância mínima, não mais de poucas centenas de metros.
Os lugares onde dois tripontos se encontrem muito próximos entre si poderão parecer um quadriponto num mapa com resolução insuficiente. Por exemplo, o triponto Cazaquistão/Rússia/República Popular da China em 49° 05′ 59″ N, 87° 18′ 45″ L está a apenas 39 km de Tavan Bogd Uul, um triponto entre Rússia/Mongólia/e a República Popular da China. Pode parecer um quádrupla fronteira em alguns mapas, mas com uma resolução mais detalhada, verifica-se que Cazaquistão e Mongólia não partilham fronteira.
Um exemplo mais claro disto entre os tripontos Arménia/Turquia/Naquichevão (Azerbaijão) e Irão/Turquia/Naquichevão (Azerbaijão), que distam entre si 9 km em 39° 41′ 00″ N, 44° 48′ 30″ L.

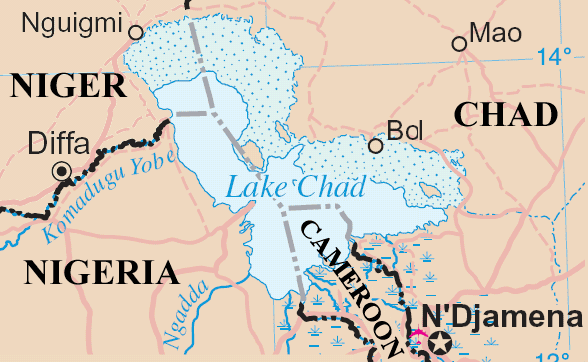
Lago Chade, onde se mostram as fronteiras internacionais

Embora os quatro países rodeiem o lago Chade, não há quadriponto entre Chade, Níger, Nigéria e Camarões dentro do lago. Os dois tripontos distam 86 km.
De modo similar, o golfo de Ácaba no mar Vermelho banha quatro países, mas não contém um quádrupla fronteira de Jordânia, Arábia Saudita, Egito e Israel.
Alguns mapas políticos do Pacífico Sul incluem muitos países (que são ilhas ou arquipélagos) dentro de linhas retas desenhadas ao longo de paralelos ou meridianos, muitas vezes com o que parece ser uma quádrupla fronteira marítima entre as Ilhas Salomão, Tuvalu, Quiribati e Nauru. Este caso não é uma quádrupla fronteira marítima, e as linhas são convenções cartográficas para indicar a que países pertencem as massas terrestres dentro destas; não correspondem a fronteiras internacionais, muitas das quais não estão definidas, nem com águas territoriais ou zonas económicas exclusivas.

### Antigas quádruplas fronteiras entre países
Entre 1839 e 1919 existiu uma quádrupla fronteira na confluência de Bélgica, Prússia/Alemanha, Países Baixos e Moresnet.
De 1922 a 1991 houve um quádrupla fronteira de facto 29° 06′ 00″ N, 46° 33′ 00″ L entre Iraque, Cuaite, Arábia Saudita e a Zona Neutral Arábia Saudita-Iraque, embora as fronteiras exatas nunca tenham sido definidas pelos três estados soberanos.

### Menos de quatro países
Há quádruplas fronteiras com quatro linhas fronteiriças que se encontram num único ponto, mas em que estão envolvidos menos de quatro países. Isto pode ocorrer  na prática com um exclave quando toca no território principal (ou outro exclave) num único ponto. Os enclaves belgas H1 e H2 em Baarle-Hertog tocam entre si num único ponto, enquanto os Países Baixos também o cruzam.
De maneira similar, a localidade de Jungholz (Áustria) permanece por inteiro dentro da Alemanha exceto pela ligação com o resto do território da Áustria, feita num único ponto.
Cooch Behar, na Índia, está ligado ao Bangladexe num único ponto.

## Quádruplas fronteiras secundárias
Uma quádrupla fronteira secundária (ou "ponto quadrisecundário") é o encontro de quatro subdivisões políticas (por exemplo, províncias, estados ou cantões). Podem pertencer todas a um país, ou podem implicar dois ou três países diferentes.
Analogamente, poder-se-á falar de quádruplas fronteiras terciárias (ou "pontos quadriterciários"), onde, por exemplo, quatro territórios municipais se encontram num só ponto. Porém, não se consideram especialmente interessantes. Como exemplo, muitos dos condados do estado do Nebraska, nos Estados Unidos, estão delimitados como quadrados de uma quadrícula.

### Trinacionais
Nas coordenadas 54° 21′ 51,66″ N, 22° 47′ 32,21″ L há uma quádrupla fronteira trinacional secundária. A noroeste está a Rússia (concretamente o exclave russo de Caliningrado); a nordeste a Lituânia; e a sudoeste e sudeste duas províncias da Polónia: as províncias de Vármia-Masúria e Podláquia. A quádrupla fronteira existe graças ao modo pelo qual em 1945 o Acordo de Postdam definiu a fronteira Polónia-Rússia.
Em torno às coordenadas 19° 00′ 00″ N, 52° 00′ 00″ L, parece haver outra quádrupla fronteira trinacional secundária: a norte está a Arábia Saudita. A sudeste está Omã e a sudoeste duas províncias do Iémen: a província de Hadramaute a oeste-sudoeste e a província de Al Mahrah a sul-sudoeste.

### Binacionais
Os três estados alemães de Baviera, Saxónia e Turíngia (os dois tripontos distam cerca de 20 km entre si) não formam uma quádrupla fronteira binacional com a República Checa, ao contrário do que geralmente se supõe.
Uma quádrupla fronteira aparentemente parecida existe perto das coordenadas 47° 9' 55.8" N 6° 51' 36" E entre os cantões suíços de Jura, Neuchâtel e Berna, por um lado, e o departamento francês de Doubs por outro. Neste caso os dois tripontos estão separados somente por cerca de 250 metros.
Na fronteira Noruega-Suécia, nas coordenadas 65° 7' 7.97" N 14° 19' 33.31" E, parece existir uma quádrupla fronteira binacional secundária onde dois condados da Noruega, Trøndelag Setentrional e Nordlanda, se encontram com dois condados da Suécia, Bótnia Ocidental e Jemtlândia. .
Parece existir outra quádrupla fronteira binacional secundária na fronteira Argentina-Uruguai, onde as províncias argentinas de Corrientes e Entre Ríos também provavelmente se encontram com os departamentos uruguaios de Artigas e Salto.
Existe outra quádrupla fronteira binacional secundária na fronteira Argentina-Bolívia. Os limites entre os departamentos bolivianos de Tarija e Potosí se encontram com os limites entre as províncias de Jujuy e de Salta.

### Nacionais
Entre os países que terão possíveis (ou positivamente confirmados) quadripontos secundários estão Andorra, Argentina, Bulgária, Estados Unidos, Gabão, Índia, Jamaica, Liechtenstein, Mauritânia, México, Omã, Reino Unido, República Dominicana, Sudão, Uganda e Vietname.

#### América
As províncias argentinas de Pampa, Rio Negro, Mendoza e Neuquén formam uma quádrupla fronteira nas coordenadas 37° 34' S 68° 14' O, embora Rio Negro tenha questionado isto, já que um novo levantamento em 1966 criou dúvidas em relação à exata convergência dos limites.
Os Four Corners («Quatro Cantos») são o único ponto dos Estados Unidos onde se encontram quatro estados: Colorado, Utá, Novo México e Arizona partilham esta quádrupla fronteira, com os limites dos estados a formar ângulos retos.
Desde a criação de Nunavut em 1999, tem havido um Four Corners no Canadá nas coordenadas 60° N, 102° O; toca Saskatchewan num ponto, com Manitoba e os Territórios do Noroeste nas outras esquinas. Antes de 1999 era um quadriponto terciário, com Manitoba, Saskatchewan, e os então existentes distritos dos Territórios do Noroeste de Mackenzie e Kewatin.
No México só existe uma quádrupla fronteira secundário precisa, nas coordenadas 24° 33' N 100° 48' O, onde se encontra a chamada "Mojonera de los cuatro estados". Aí se tocam efetivamente os estados de Coahuila, Novo León, San Luis Potosí e Zacatecas.
O território mexicano também tem dois quadripontos aparentes, que podem ser mal interpretados como tal em mapas de pouca resolução. Um deles está localizado nas coordenadas 22° 23' 07" N 104° 21' 33" O, onde parece, confluir os estados de Durango, Jalisco, Naiarite e Zacatecas, embora na realidade se trata de dois tripontos separados por mais de 13 km, já que Durango e Jalisco nunca chegam a partilhar fronteira. O outro fica em 21° 50' 01" N 101° 32' 17" O, onde parecem encontrar-se os estados de Guanajuato, Jalisco, San Luis Potosí e Zacatecas; na realidade, Jalisco e San Luis Potosí estão separados por mais de 11 km.
Em total, os estados mexicanos chegam a formar entre si mais de trinta tripontos, dos quais dois são os mais interessantes. Um deles é formado pelos estados de México, Morelos e Puebla, em 19° 01' 20" N 98° 37' 41" O, já que corresponde ao cume do vulcão Popocatépetl, a 5400 metros de altitude. O outro é formado pelos estados de Campeche, Quintana Roo e Iucatã, em 19° 39' 26" N 89° 24' 09" O. É o "Ponto Put", um ponto imaginário na selva da península iucateca, que foi traçado em gabinete pelo Governo Federal em 1902, durante a guerra contra os maias, e que nunca foi fixado de maneira definitiva e  satisfazendo os três estados limítrofes. O uso recente da tecnologia GPS para resolver esta disputa só conseguiu revelar até que ponto é que a ocupação real do território tem desobedecido a esta fronteira imaginária, o que tem dado lugar a novos traçados muito mais complexos e disputados.

#### Ásia
Quatro províncias das Filipinas encontram-se num ponto na ilha de Mindanao, provavelmente num dos picos do monte Apo: Bukidnon, Davao do Norte, Davao do Sul, e Cotabato.

#### Europa
Há duas fronteiras quádruplas na Suíça, onde se encontram três cantões. Em cada caso, um dos cantões toca com um peri-enclave seu enquanto os outros dois cantões são adjacentes. Um deles está perto de 47° 24' 51" N 7° 22' 33" E, onde o município de Roggenburg fica isolado da parte principal do Cantão de Basileia-Campo pelo cantão de Jura a sul e Kleinlützel, um exclave do cantão de Solothurn, a norte. O outro está perto de 47° 19' 20.5" N 7° 33' 30" E, onde Jura de novo é fronteiro a Solothurn, isolando-o do município de Schelten do resto do cantão de Berna.
Uma análise dos quadripontos nos condados do Reino Unido é difícil porque os seus limites e o seu número mudou muito no último século. Não restam autênticos quadripontos no Reino Unido.

## Cinco ou mais regiões
A nível subnacional (provincial, departamental...), pode-se encontrar mesmo mais de quatro divisões administrativas convergindo num ponto.
- As cinco paróquias que estão situadas na ilha de Neves encontram-se no pico Neves: as paróquias de Saint George Gingerland, Saint James Windward, Saint John Figtree, Saint Paul Charlestown e Saint Thomas Lowland.
- Quiniponto terciário:
  - Cinco condados da Flórida encontram-se dentro do lago Okeechobee:[11] Okeechobee, Martin, Palm Beach, Hendry, e Glades.
  - Nas Filipinas:

-   - Municípios de Tagkawayan, provincia de Quezon; Labo, San Vicente e San Lorezo Ruiz, Camarines Norte; e Del Gallego, Camarines Sur
  - Cidades de Cádiz, Sagay, Silay e Talisay, e município de Calatrava, Negros Ocidental
  - Municípios de Carmen, Batuan, Bilar, Dimiao e Valencia, Bohol
  - Municípios de San Miguel, Ubay, Alicia, Dagohoy e Pilar, Bohol
  - Cidade de Malaybalay, Sumilao, Baungon, Talakag e Lantapan, Bukidnon
  - Municípios de Carmen, Aleosan, Pikit e Kabacan, Cotabato; e Pagagawan, Maguindanao
  - Municípios de Tibiao e Barbaza, Antique; Madalag e Libacao Aklan; e Jamindan, Cápiz

- Sextipontos terciários:

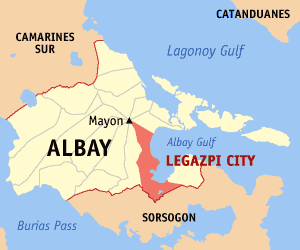
Volcão Mayon, com os limites administrativos convergentes marcados em cinzento

- - Municípios de Basey e Marabut, Samar; e Balangkayan, Llorente, Balangiga e Lawaan, Samar Oriental, Filipinas.

- Casos de octopontos terciários:

- - Oito municípios ou "pueblos" em Albay, Filipinas incluindo Legazpi, convergem na cratera do vulcão Mayon.

- - Oito municípios (Aura, Masku, Mynämäki, Nousiainen, Pöytyä, a cidade de Turku, Vahto e Yläne) convergem na marca de fronteira de Kuhankuono[12] no Parque Nacional de Kurjenrahka na Finlândia Própria. Ao longo de 2009, Pöytyä e Yläne foram fundidas, passando o lugar a um septiponto.